# Škeble říční
Škeble říční (Anodonta anatina) je sladkovodní druh mlže z čeledi velevrubovití.
Synonymum: Anodonta piscinalis Nilsson, 1823.
Škeble říční vytváří tři poddruhy:
- Anodonta anatina anatina (Linnaeus, 1758)
- Anodonta anatina radiata (O. F. Müller, 1774)
- Anodonta anatina attenuata Held, 1836

Množí se larvami (tzv. glochidium), které mají lepkavé vlákno a malou ozubenou skořápku. Určitou dobu cizopasí na kůži nebo žábrách ryb.

## Rozšíření a stupeň ohrožení
- podle červeného seznamu IUCN – nevyhodnocený (NE)[2]
- Česko
  - Stupeň ohrožení v Česku je málo dotčený (LC)[3]
  - Vyhláška 395/1992 Sb. ve znění vyhl. 175/2006 Sb. – není uveden
- Německo
  - (Arten der Vorwanliste)[4]
  - Uveden jako zvláště chráněný druh v příloze 1 Spolkového nařízení o ochraně druhů.
- Nizozemsko – ano[5]
- Rusko
  - Sverdlovská oblast – ano[6]
- Slovensko
- Švédsko – nejrozšířenější velký sladkovodní mlž ve Švédsku[7]